# Toni Iwobi

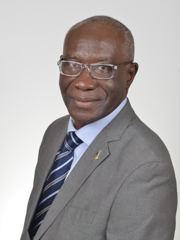
Toni Iwobi, 2018

Toni Chike Iwobi (* 26. April 1955 in Gusau, Nigeria) ist ein italienischer Politiker nigerianischer Herkunft. Er besitzt die doppelte Staatsbürgerschaft. Im März 2018 wurde er über die Liste der rechtsgerichteten Lega in den Senat gewählt. Er ist der erste italienische Senator schwarzer Hautfarbe.
Toni Iwobi wurde in der Provinzhauptstadt Gusau im Nordwesten Nigerias als Fünfter von elf Geschwistern in einer katholischen Familie geboren. Er studierte Wirtschaftswissenschaften und Informatik in den USA und promovierte dort. Er setzte seine Studien in Italien fort und heiratete eine Italienerin aus der Provinz Bergamo. Das Ehepaar hat zwei Kinder.
Als Unternehmer gründete er eine Firma zur Betreuung von Hardware und Software in Spirano. Der Lega trat er 1993 bei. Ab 1995 vertrat er sie im Gemeinderat seiner Stadt. Immer wieder verteidigte Iwobi die Lega vor dem Vorwurf des Rassismus: „Die Bewegung ist nicht rassistisch.“ Nach seiner Wahl in den Senat sagte Iwobi: „Unser Land braucht eine Regierung, die das Wohl der eigenen Bürger an die erste Stelle setzt. … Wir müssen diesem Land Hoffnung zurückgeben.“
Der Parteivorsitzende der Lega, Matteo Salvini, ernannte Iwobi zum Beauftragten seiner Partei in Fragen der Einwanderung.
Zu Iwobis Wahl in den Senat befragt, schrieb der italienische Fußballstar Mario Balotelli vom OGC Nizza auf Instagram: „Vielleicht bin ich blind, oder vielleicht haben sie ihm noch nicht gesagt, dass er schwarz ist.“ Iwobi hierzu: „Ein verwöhnter Junge, wohl ein guter Fußballspieler, den Rest will ich nicht kommentieren.“